# Usine de Sérifontaine
L'Usine de Sérifontaine est une usine métallurgique située à Sérifontaine dans le département français de l'Oise. 

## Localisation et fonction
L'usine, nommée Saint-Victor ou encore Tréfimétaux, est située en marge du bourg de Sérifontaine dans l'Oise juste au bord de l'Epte. 

## Historique
L'usine a été construite sur l'emplacement du Moulin Saint-Victor, attesté dès le XIe siècle et propriété des Seigneurs de Sérifontaine. Le premier laminoir est créé au XIXe siècle par un ancien général de Napoléon. Rolland[Qui ?], puis Pierre-Eugène Secretan[Qui ?] vont s'illustrer sur ce site, et défrayer[Comment ?] la chronique parisienne.[réf. nécessaire]v

## Exploitation
L'usine sera exploitée successivement par la Société française des métaux, la Compagnie française des métaux, et enfin la société Tréfimétaux.[réf. nécessaire]